# Zacazonapan
Zacazonapan är en kommunhuvudort i Mexiko.   Den ligger i kommunen Zacazonapan och delstaten Mexiko, i den södra delen av landet, 120 km väster om huvudstaden Mexico City. Zacazonapan ligger 1 361 meter över havet och antalet invånare är 2 968.
Terrängen runt Zacazonapan är kuperad åt sydväst, men åt nordost är den bergig. Runt Zacazonapan är det ganska tätbefolkat, med 60 invånare per kvadratkilometer. Närmaste större samhälle är Otzoloapan, 6,6 km nordväst om Zacazonapan. Omgivningarna runt Zacazonapan är en mosaik av jordbruksmark och naturlig växtlighet.